# Serge Daan
Serge Daan (* 11. Juni 1940 in Mook; † 9. Februar 2018) war ein niederländischer Chronobiologe.

## Leben
Serge Daan wurde in einer Windmühle im niederländischen Mook geboren und wuchs in ländlicher Umgebung auf. Nach dem Besuch eines naturwissenschaftlichen Gymnasiums in Deventer studierte er Biologie in Amsterdam. Seine Eltern weckten bei ihm schon früh das Interesse an der Biologie und erforschten mit der ganzen Familie die Ökologie der Reptilien des Mittelmeergebiets. Das annähernd fertiggestellte Nachschlagewerk ihrer Resultate wurde nur deswegen nicht veröffentlicht, weil kurz vor der Fertigstellung ein anderer Autor veröffentlichte.

Serge Daan war verheiratet und hatte vier Kinder.

## Akademische Karriere
Daan beendete sein Studium mit dem Erreichen des Doktorgrads (cum laude) an der Universität Amsterdam zum Thema Winterschlaf. Diese Arbeit brachte ihn mit Fragen zum ‚Timing des Verhaltens‘ in Kontakt, die ihn seine gesamte Forscherkarriere beschäftigen.
Daan verbrachte vier Jahre als Postdoc bei den zwei Begründern der modernen Chronobiologie Jürgen Aschoff und Colin Pittendrigh. Seine Zeit im Max-Planck-Institut für Verhaltensphysiologie in Andechs (Bayern) und an der Stanford University in Kalifornien, und die daraus resultierende lebenslange Zusammenarbeit und Freundschaft mit den beiden Mentoren waren für seine wissenschaftliche Karriere entscheidend.
1975 wurde Daan zum außerordentlichen Professor (associate professor) an der Universität Groningen im Fachbereich Tierökologie berufen. 1994 erhielt er einen persönlichen Lehrstuhl im Fach Chronobiologie, 1996 avancierte er zum ordentlichen Professor der Ethologie. Seit 2003 war er Inhaber des renommierten Niko-Tinbergen-Lehrstuhls für Verhaltensbiologie.

### Forschung

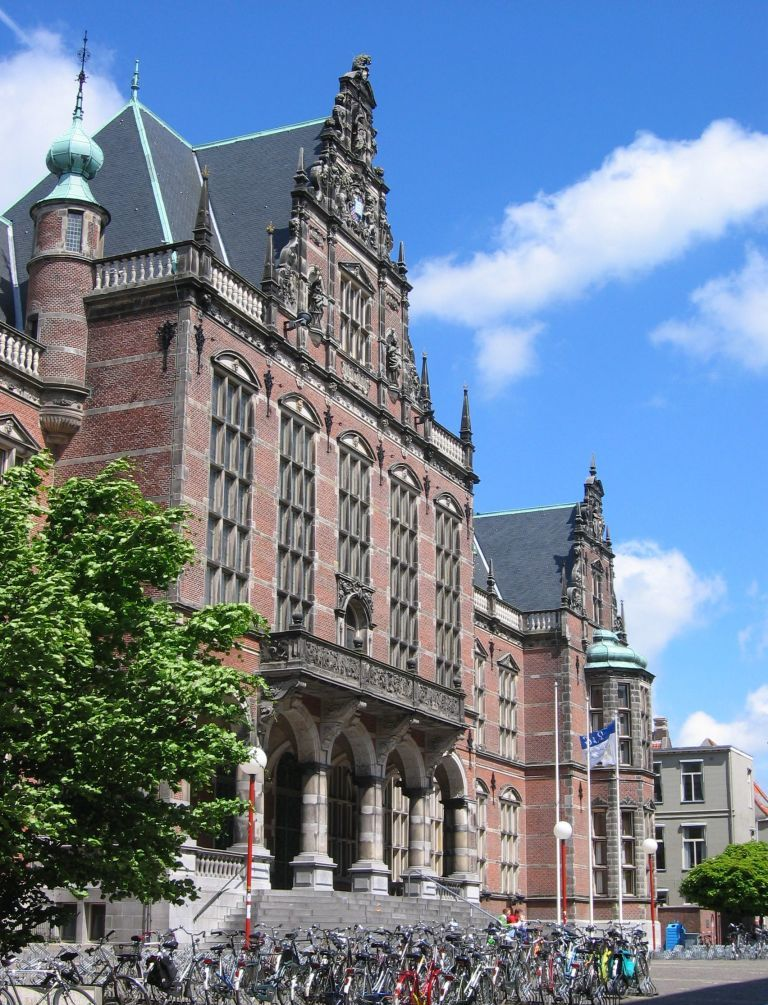
Hauptgebäude der Universität Groningen

Daans Forschung konzentrierte sich auf die zeitliche Organisation des Verhaltens bei Tieren und beim Menschen. In circa 250 wissenschaftlichen Publikationen (mit mehr als 10.000 Zitationen) trug er zu einer Reihe von Schlüsselkonzepten und Modellen zum Verständnis von life history, biologischem Timing und Periodizität bei. Das betrifft ‚circadiane‘ (circa 24-h) Rhythmen von Ruhephasen und Aktivität, die Regulation des menschlichen Schlafs und das Timing der Reproduktion.

#### Circadiane Rhythmik
Eine Vielzahl der Veröffentlichungen beschäftigt sich mit der täglichen Organisation von Verhalten. Pittendrigh und Daan verfassten 1976 fünf Schlüsselpublikationen, in denen das Konzept verdeutlicht wird und die noch immer Einfluss auf das Gebiet der Chronobiologie haben. In den folgenden Veröffentlichungen verlegte sich der Fokus immer mehr vom Black-box-Modell zu testbaren Hypothesen bei den zugrunde liegenden molekularen Mechanismen.

#### Regulation von menschlichem Schlaf
Die Arbeiten zu circadianen Rhythmen führten zu der Erkenntnis, dass ein einzelner circadianer Schrittmacher existieren muss, der einen Organismus mit der externen Zeit synchronisiert und gleichzeitig downstream-Oszillationen Physiologie und Verhalten kontrollieren. Dieser Gedanke vertrug sich nicht mit den Beobachtungen der zeitlichen Organisation des Schlafs bei Menschen, die in Isolation und ohne Zeitandeutungen lebten. Daan entwickelte zusammen mit Borbély und D. Beersma ein Modell, das die Beobachtungen überzeugend erklärt. Das Zwei-Prozess-Modell der Schlafregulation (Two-process model of sleep regulation (1984)) demonstriert, wie ein circadianer Schrittmacher vorsichtig die Kontrolle über andere oszillierende Prozesse übernehmen kann. Diese Veröffentlichung hat weltweit noch immer Einfluss auf die Schlafforschung.

#### Jahreszeitliches Timing der Reproduktion
Neben den täglichen Mustern und äußeren Umständen gibt es weitere, substantielle Wechsel im Verlauf eines Jahres. Tiere müssen mit diesen Veränderungen umgehen und haben die Anzahl und sogar das Geschlecht ihrer Nachkommen im Kontext der Situation gegen die Erwartungen für die Zukunft abzuwägen. Daan beschäftigt sich mit diesem Problem in seiner Publikation Die klugen Eltern (The Prudent Parent, (1980)) zusammen mit R. H. Drent.

#### Vorträge
Serge Daan war häufiger keynote-Redner bei Konferenzen und Tagungen. Ebenfalls hielt er weltweit etliche Vorlesungen, wie beispielsweise die Laurence Irving-Per Scholander Memorial Lecture an der University of Alaska (1990), die Niko Tinbergen Vorlesung (London, 1996), die First Colin S. Pittendrigh Lecture (Florida, 1998).
Daan erschloss viele Stipendien aus unterschiedlichen Quellen und ermöglichte damit nicht nur seine eigene Arbeit, sondern auch die vieler internationaler Doktoranden sowie unzähliger Studenten.

### Organisationen
Eine Auswahl
- Member of the board of Earth and Life Sciences of NWO – the Netherlands Organisation for Scientific Research (1997–2002)
- Chairman of the NWO program Evolution and Behaviour (2002–2009)
- President of the Dutch Society for Behavioural Biology (1996–2001)
- Vice-dean (2001–2004) for research at the Faculty of Mathematics and Natural Sciences of the University of Groningen (mitverantwortlich für das Rosalind Franklin fellowships for women)
- Dean of this Faculty (2007–2009)

### Lehre
Neben allgemeinen Vorlesungen zu den unterschiedlichsten Themen der Biologie unter anderen Ökologie, Zoologie, Humanethologie, Chronobiologie, Evolution und einem 'Honours College' für hochqualifizierte Studenten begleitete er mehr als 200 Diplomstudenten bei ihren Forschungsprojekten. Daan initiierte und koordinierte ein Programm für talentierte Studenten, das 'Top-master program in Behavioural and Cognitive Neurosciences' an der Universität von Groningen.

### Agama Stellio Daani
Eine Unterart des Hardun, einer griechischen Echse, Agama stellio daani ist von A. Beutler, E. Frør, Mitt. Zool. Ges. Braunau 3: 255-290 (1980) nach Daan benannt. Diese Unterart unterscheidet sich von der Nominatunterart (A. stellio stellio) durch einen schwarz-grauen Kopf anstelle eines gelblich-roten. Dieser Unterschied wurde von Daan während seiner Zeit im Mittelmeergebiet 1967 beobachtet und in einer Veröffentlichung erwähnt.

## Ehrungen und Preise
- 1967 Universität von Amsterdam: The annual student award, für eine Studie über: Lateral undulations in the spinal chord in lizard locomotion
- 1980 wird Agama stellio daani, eine griechische Echse, nach Daan benannt
- 1992 Humboldt-Forschungspreis
- 2000 Mitglied der Royal Society of Canada
- 2002 Recipient of “Aschoff’s Rule”, meeting of the Society for Research on Biological Rhythms, Amelia Island (Fa, USA)
- 2003 Appointed as Niko Tinbergen Distinguished Professor in Behavioural Biology
- 2005 Orden vom Niederländischen Löwen
- 2006 International Prize for Biology (Japan Society for the Promotion of Science).
- 2008 Eminent Scientist Award (Japan Society for the Promotion of Science)